# Maria Arena
Maria Arena, detta Marie (Mons, 17 dicembre 1966), è una politica belga, membro del Partito Socialista.
Attualmente è deputato europeo. È stata ministro federale della funzione pubblica, dell'integrazione sociale, delle grandi città, delle pari opportunità e del dialogo interculturale dal 2003 al 2004, ministro presidente della Comunità francese del Belgio dal 2004 al 2008 e ministro federale per l'integrazione sociale, le pensioni e le grandi città fra il 2008 e il 2009.

## Biografia
Maria Arena è nata a Mons nella Vallonia da genitori italiani, originari della Sicilia. Ha studiato economia alle Facoltà universitarie cattoliche di Mons, ottenendo una laurea in economia nel 1988. Dopo diversi anni nei servizi di FOREM, nel 1999 è stata chiamata ad occupare una posizione di consigliere nel gabinetto del ministro Michel Daerden, responsabile per l'occupazione, la formazione e l'edilizia abitativa. Nell'aprile 2000 la sua carriera politica è cresciuta molto velocemente quando il presidente del Partito socialista, Elio Di Rupo le assicura e affida la posizione ministeriale precedentemente occupata da Daerden.
Lei ricopre la carica di Ministro del lavoro e della formazione del governo vallone fino al 2003, l'anno dopo l'elezione federale è chiamata a far parte del governo Verhofstadt II come Ministro della funzione pubblica, l'integrazione sociale, le grandi città, le pari opportunità e del dialogo interculturale.
Dopo le elezioni regionali del giugno 2004, è stata nominata ministro-presidente del governo della Comunità francese, seconda donna a tenere questo posizione dopo il suo omologo socialista, Laurette Onkelinx. È anche responsabile per l'istruzione obbligatoria e la promozione sociale. Lei entra nello stesso tempo nel governo della Regione vallone con il portafoglio della formazione. Dopo le elezioni federali del 2007, hanno luogo i cambiamenti ministeriali ai governi statali: Marie Arena perde il portafoglio della promozione sociale per la Comunità e lascia il governo vallone in favore di Marc Tarabella.
A livello locale, Marie Arena lascia Chimay sei mesi prima delle elezioni locali dell'8 ottobre 2000 a comparire senza successo nella lista PS di Binche (Hainaut): un cartello di dissidenti socialisti, cristiano-sociali indipendenti vince le elezioni, dopo 24 anni di egemonia del Partito socialista di Binche. Il Consigliere Comunale e PS Group Manager della città, si presenta ancora una volta in cima alla lista del Partito Socialista alle elezioni locali dell'8 ottobre 2006. Il PS raggiunge la maggioranza, ma il socialista Laurent Devin, che ha vinto la maggior parte dei voti preferibilmente diventa borgomastro. Nel marzo 2008 in seguito al suo divorzio, Marie Arena decide di lasciare Binche e stabilirsi a Bruxelles, nel comune di Forest e quindi si è dimessa dalla sua carica di consigliere comunale di Binche..

## Azione politica
Durante la sua permanenza al Ministero delle pensioni, essa avrà aumentato ed eliminato il contributo di solidarietà per le pensioni più basse. Ha inoltre creato la Conferenza nazionale delle pensioni per discutere, in collaborazione con le parti sociali e le autorità competenti del prossimo modello di finanziamento delle pensioni.
Nel settore dell'integrazione sociale, si è portata ad organizzare e difendere l'accoglienza dei richiedenti asilo. Lei sostiene la realizzazione del contratto di governo che dovrebbe consentire la regolarizzazione degli immigrati che hanno dimostrato una reale volontà di integrazione.
Come parte delle sue funzioni di Ministro della Pubblica Istruzione, Marie Arena aveva in origine creato un controverso decreto sulla registrazione dell contratto per la Scuola, poi sostituito dal decreto misto del suo successore Christian Dupont. Questi due decreti, che sono stati una copertura mediatica così come le azioni legali per far sospendere e / o annullare, finalmente sono stati abbandonati come la nuova maggioranza eletta il 7 giugno 2009 si è impegnata a "iniziare con una pagina vuota."

## Controversie
Nel 2004 quando era ministro-presidente della Comunità francese del Belgio, la reputazione di Marie Arena è stata contaminata a causa di lavori di ristrutturazione per il suo gabinetto. Avendo difficoltà a giustificare tale importo, ha detto alla radio La Première che € 300.000 è stato utilizzato per ristrutturare l'intero edificio di 11 000 m² che aveva riparato il suo gabinetto. Il quotidiano Le Soir ha rivelato subito dopo che 275.000 € sono stati utilizzati per rinnovare un unico piano del gabinetto.
Nel marzo 2008 il ministro Marie Arena lascia la presidenza e il ministero dell'educazione nella comunità francese per diventare Ministro federale per l'integrazione sociale, le pensioni e le grandi città del governo Leterme I.
Il 17 luglio 2009 è stata sostituita nel governo Van Rompuy e diventa deputato federale. 13 giugno 2010, è stata eletta senatrice.
Il 25 maggio 2014 è stata eletta deputato al Parlamento europeo. Nel Parlamento europeo è membro del Gruppo dell'Alleanza Progressista di Socialisti e Democratici.